# Pierre-Gilles de Gennes
Pierre-Gilles de Gennes (n. 24 octombrie 1932, Paris, Île-de-France, Franța – d. 18 mai 2007, Orsay, Île-de-France, Franța) a fost un fizician francez, laureat al Premiului Nobel pentru Fizică în 1991 pentru descoperirea faptului că metodele dezvoltate pentru studiul altor fenomene din sisteme simple pot fi generalizate la forme mai complexe ale materiei, în particular la cristale lichide și polimeri.